# Sint-Jan-de-Doperkerk (Hemelveerdegem)

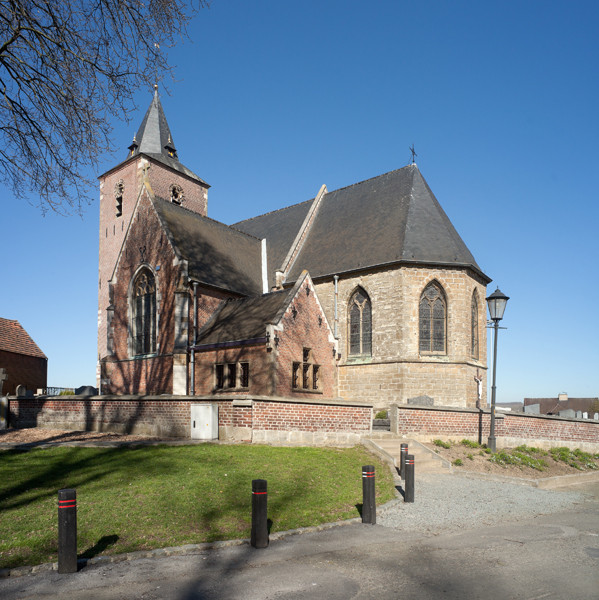
Kooraangezicht

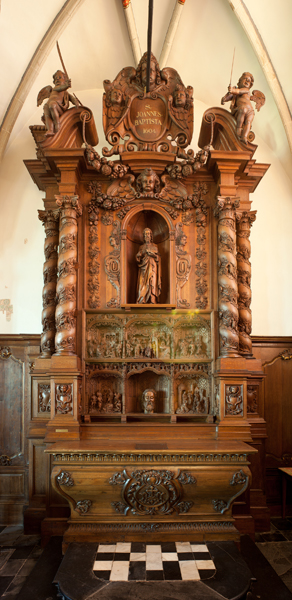
Altaar met ingewerkt retabel

De Sint-Jan-de-Doperkerk is de parochiekerk van Hemelveerdegem, een deelgemeente van Lierde, in de Belgische provincie Oost-Vlaanderen. Ze is in 1969 beschermd als monument. De kerk is toegewijd aan Johannes de Doper.

## Geschiedenis
In de 10e eeuw is een kerk van Hemelveerdegem vermeld als het bezit van de markgraaf van Ename. In 1108 verkreeg de benedictijnenabdij van Geraardsbergen het patronaat. Waarschijnlijk is in de 12e of 13e eeuw een romaanse zaalkerk gebouwd.
Het oudste deel van de eenbeukige kruiskerk is het gotische koor. De vierkante westertoren is gebouwd door D. De Staercke in 1783-1786. Een ingrijpende restauratie door B. De Lestré de Fabribeckers in 1908-1909 gebeurde in neogotische zin. De naturalistische preekstoel, met beeltenis van Johannes de Doper, is gesculpteerd in 1773 door J. Michiels met medewerking van A. Vanderbeken.

## Retabel
In de rechter kruisbeuk van de kerk bevindt zich een retabel (erkend als Vlaams Topstuk) van een anonieme meester uit ca. 1520 (Vlaamse Meesters in Situ) , ingewerkt in een later altaar. Uit het ontbreken van een keurmerk wordt geconcludeerd dat het waarschijnlijk gemaakt is in een kleiner centrum als Oudenaarde, waar bijvoorbeeld Pauwels van der Schelden in die tijd hoge kwaliteit leverde. De bewaarde delen van het retabel stellen episodes voor uit het leven van Sint-Jan de Doper en de miraculeuze ontdekking van zijn hoofd door de benedictijnen. De stijl is flamboyant gotisch met renaissance-invloed. De polychromie is verwijderd bij de restauratie door Aloïs De Beule (1905).
Bovenaan het werk zijn vorstenportretten ingewerkt van Maximiliaan van Oostenrijk, Maria van Bourgondië, Filips de Schone en keizer Karel V. Op het laatste berust de datering: na 1520 vanwege de keizerskroon, maar niet veel later vanwege het baardloze gezicht. De twee middelste portretbustes zijn niet geïdentificeerd.
Het Musée d'Ethnographie du Trocadéro van Parijs bezit een kopie van het retabel.

## Galerij

Taferelen van het Sint-Jan-de-Doperretabel
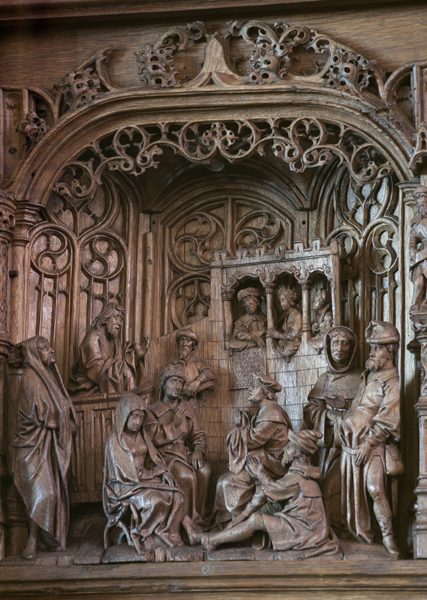
Jezus' prediking
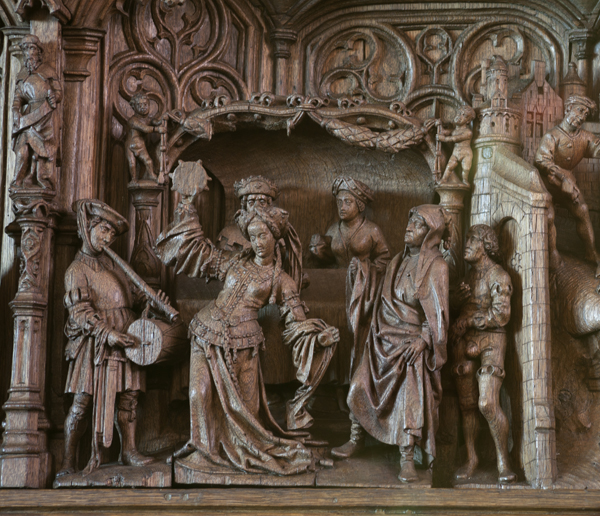
Salomé's dans (inzet: Johannes' onthoofding)
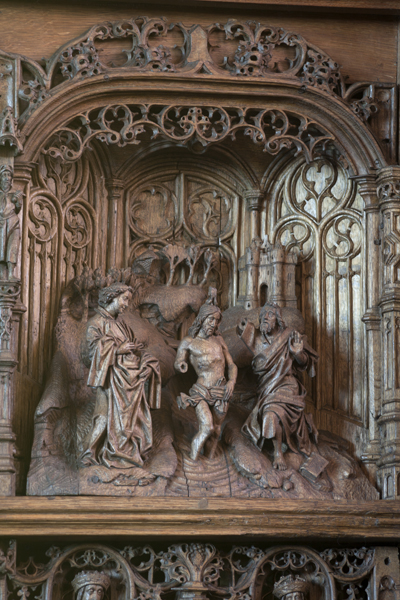
Jezus' doopsel in de Jordaan
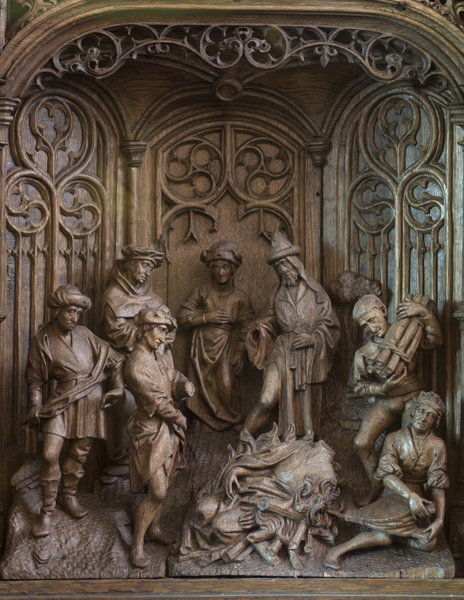
Verbranding van Johannes' lijk
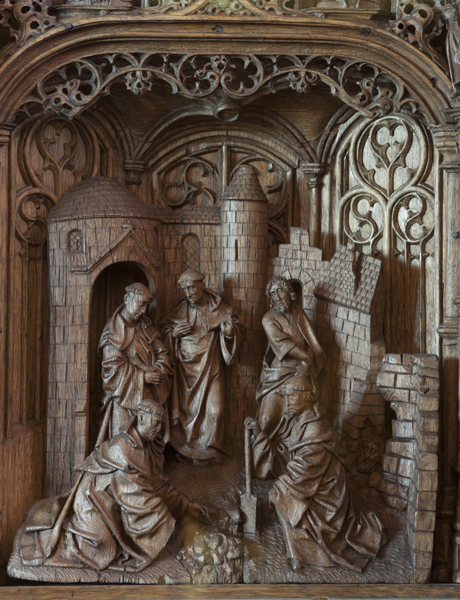
Ontdekking van Johannes' hoofd

## Voetnoten
1. ↑  Vlaamse meesters in situ